# Arothron caeruleopunctatus
Arothron caeruleopunctatus е вид лъчеперка от семейство Tetraodontidae. Видът не е застрашен от изчезване.

## Разпространение и местообитание
Разпространен е в Австралия, Индия (Андамански и Никобарски острови), Индонезия, Мавриций, Малайзия, Малдиви, Маршалови острови, Мианмар, Остров Рождество, Палау, Папуа Нова Гвинея, Провинции в КНР, Реюнион, Острови Спратли, Тайван, Тайланд, Филипини и Япония.
Среща се на дълбочина от 2 до 50 m.

## Описание
На дължина достигат до 80 cm.